# Hyponerita rosacea
Hyponerita rosacea är en fjärilsart som beskrevs av Rothschild 1935. Hyponerita rosacea ingår i släktet Hyponerita och familjen björnspinnare. Inga underarter finns listade i Catalogue of Life.